# V369 Большой Медведицы
V369 Большой Медведицы (лат. V369 Ursae Majoris) — одиночная переменная звезда в созвездии Большой Медведицы на расстоянии приблизительно 1953 световых лет (около 599 парсеков) от Солнца. Видимая звёздная величина звезды — от +12,3m до +12,2m.

## Характеристики
V369 Большой Медведицы — вращающаяся переменная звезда типа BY Дракона (BY:).